# Achturige werkdag
De achturige werkdag is ontstaan volgens een historisch proces dat zich voltrok vanaf eind 19e eeuw. Het had zijn oorsprong in de industriële revolutie in Groot-Brittannië, waar de industriële productie in grote fabrieken het beroepsleven veranderde en lange uren alsook slechte arbeidsomstandigheden oplegde. De werkdagen konden variëren van 10 uur in de winter tot 16 uur in de zomer, zes dagen per week. Al in de 18e eeuw bepleitte de Franse filosoof Helvetius een werkdag van acht uur.
Robert Owen formuleerde in 1817 het doel van de invoering van de achturige dag en bedacht de leuze: "Acht uren voor arbeid, acht uren voor recreatie, acht uren voor rust". ("Eight hours' labour, Eight hours' recreation, Eight hours' rest"). Hij werd in 1833 de voorzitter van een vakbond die streed voor de achturige werkdag.
Op 1 mei 1886, op de Dag van de Arbeid, demonstreerden in de Verenigde Staten een half miljoen mensen voor invoering van de achturige werkdag. In Chicago liep de demonstratie uit de hand. Onder impuls van de American Federation of Labour (AFL) besliste de Tweede Internationale om op 1 mei 1890 een internationale strijddag voor de achturige werkdag te organiseren. Dit was het begin van een traditie. Het volgende jaar vielen op 1 mei in het Franse Fourmies negen doden toen ordediensten het vuur openden op een betoging.

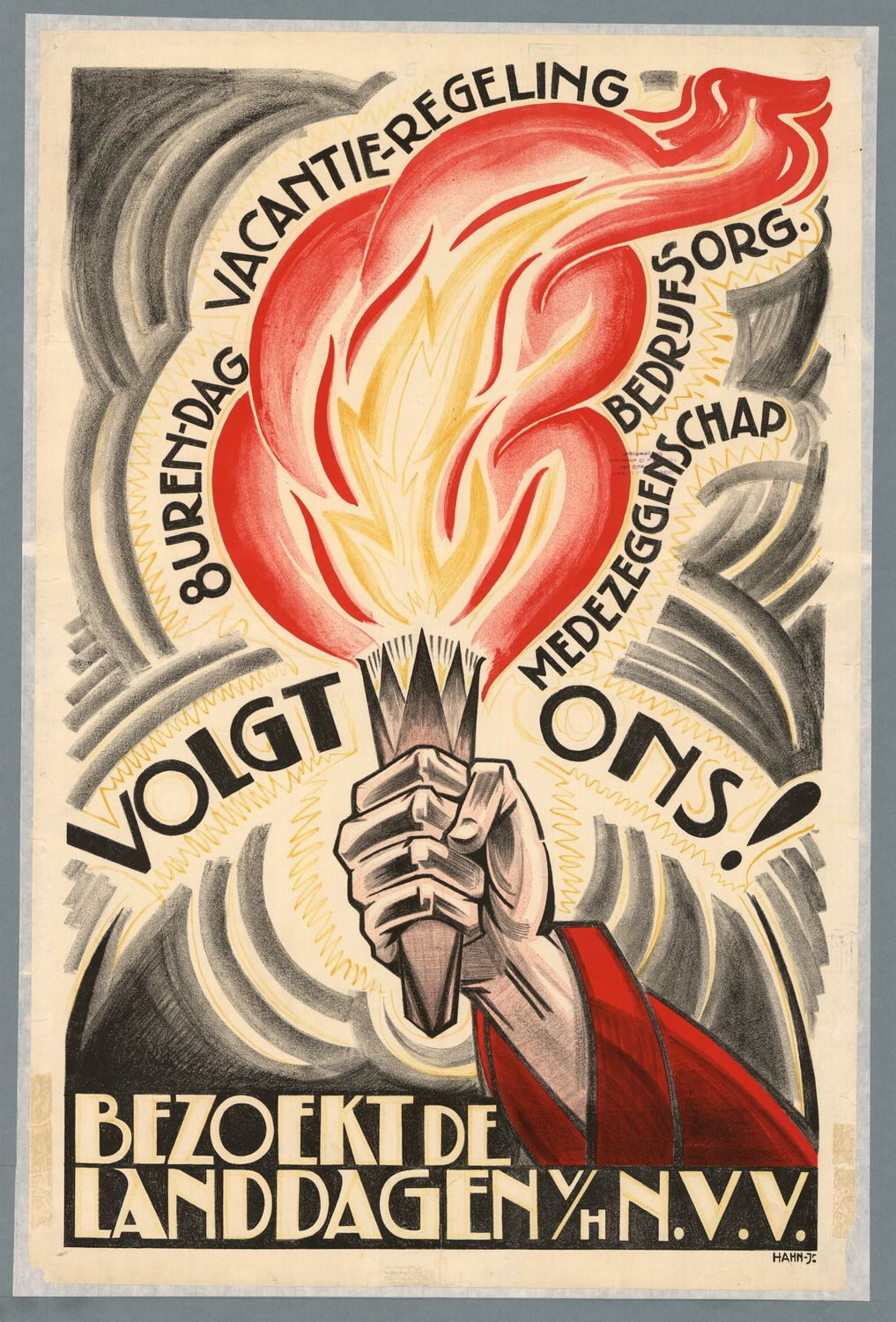
Poster van het sociaaldemocratische Nederlands Verbond van Vakverenigingen met de achturige werkdag als een van de wapenfeiten van de vakbeweging, ontworpen door Albert Hahn jr., 1934

In Nederland had onder meer de sociaaldemocratische SDAP de achturige werkdag als politieke eis. In 1911 werd er in Nederland gedemonstreerd ter gelegenheid van de invoering. In 1919 diende de toenmalige Nederlandse minister van Arbeid, Piet Aalberse, de wet aangaande achturige werkdag in. De wet werd op 11 juli 1919 aangenomen.
In België was de achturige werkdag een strijdpunt van de socialistische Belgische Werkliedenpartij. De Wet tot invoering van de achturendag en van de achtenveertigurenweek, een ontwerp van minister van Arbeid Joseph Wauters, werd er afgekondigd op 14 juni 1921.